# (3608) Katáyev
(3608) Katáyev es un asteroide perteneciente al cinturón exterior de asteroides descubierto por Liudmila Ivánovna Chernyj el 27 de septiembre de 1978 desde el Observatorio Astrofísico de Crimea, en Naúchni.

## Designación y nombre
Katáyev se designó al principio como 1978 SD1.
Más adelante, en 1988, fue nombrado en honor del escritor soviético Valentín Katáyev (1897-1986).

## Características orbitales
Katáyev está situado a una distancia media del Sol de 3,385 ua, pudiendo alejarse hasta 3,87 ua y acercarse hasta 2,9 ua. Su excentricidad es 0,1433 y la inclinación orbital 11,02 grados. Emplea 2275 días en completar una órbita alrededor del Sol.

## Características físicas
La magnitud absoluta de Katáyev es 11,3.